# Koninkrijk Wei
Het koninkrijk Wei of Cao Wei (魏) was een van de Drie Koninkrijken van China in de periode 220-265. Het rijk lag ten noorden van de Yangtse, met de hoofdstad Luoyang.

## Ontstaan
Het rijk had als basis de stad Xuchang, dat gedurende de laatste periode van de Han-dynastie de hoofdstad was (196-220). De laatste Han-keizer, Xian, was er 'te gast' bij de generaal Cao Cao, maar in feite had deze laatste de macht.
Cao Cao verovert als eerste minister de gebieden van zijn buren, en legt het fundament voor het latere Wei-rijk. Van 200 tot 202 vocht hij een oorlog uit met Yuan Shao (de Slag bij Guandu). Toen hij de overwinning behaalde, was hij heer en meester in noordelijk China.
Cao Cao ondervond in zijn plan om geheel China te veroveren grotere concurrentie van Liu Bei en Sun Quan. Toen hij in 208 met een groot leger het zuidelijke Wu probeerde te onderwerpen, werd hij door de gemeenschappelijke legers van zijn vijanden verslagen in de Slag bij de Rode Muur, zodat een snelle verovering van het land onmogelijk werd. In plaats daarvan viel het land uiteen in drie delen, waarbij het gebied waarover Cao Cao heerste Wei genoemd werd, naar de Wei-staat in de Periode van de Strijdende Staten.
In het jaar 220 overleed Cao Cao en werd opgevolgd door zijn zoon Cao Pi. Die besloot de Han-keizer, die enkel nog voor schijn op de troon zat, te verstoten en zijn eigen Wei-dynastie op te richten. Kort daarna kreeg Wei concurrentie van Liu Bei, die in westelijk China zijn eigen koninkrijk uitriep en beweerde dat hij de Han-dynastie wilde herstellen.

## Geschiedenis van Wei
De Wei-dynastie was vrij instabiel qua keizers. Alleen Cao Pi kwam in de buurt van het leiderschap van Cao Cao. Zijn opvolgers waren allemaal onbekwame keizers, en sinds 249 hadden de keizers geen enkele macht meer.

### De vijf keizers van de Wei-dynastie
- Cao Pi was de eerste Wei-keizer en de zoon van Cao Cao. Hij stond bekend om zijn wreedheid; hij zou zijn eigen vrouw hebben laten ombrengen. Hij regeerde van 220 tot zijn dood in 226.
- Cao Rui was de tweede Wei-keizer en de zoon van Cao Pi. Hij hield van pracht en praal en liet vele paleizen bouwen over de ruggen van zijn onderdanen, en liet staatszaken in handen van Cao Shuang en Sima Yi. Hij regeerde tot zijn dood in 239.
- Cao Fang was de derde Wei-keizer. Sima Yi greep in 249 de macht met een staatsgreep, maar schafte de Wei-dynastie nog niet af. Vanaf dat moment waren alle keizers van Wei slechts marionetten van de Sima-familie. Cao Fang regeerde in naam tot 254.
- Cao Mao was de vierde Wei-keizer. Hij regeerde in naam tot 260.
- Cao Huan was de vijfde Wei-keizer. Hij werd in 265 afgezet door Sima Yan.

### Oorlogen met Shu
Sima Yi werd aangesteld als strateeg van het Wei-leger, en had vooral veel werk te doen om Zhuge Liang van Shu af te weren, die zes invasies tegen Wei lanceerde. Toen Zhuge Liang in 234 overleed, werd het voor Sima Yi makkelijker. De opvolger van Zhuge Liang, Jiang Wei, was minder gevaarlijk dan zijn meester, maar deed nog tien invasies tegen Wei, zodat Sima Yi scherp moest blijven.

### Oorlogen met Wu
Over het algemeen waren er minder oorlogen tussen Wei en Wu dan tussen Wei en Shu. Soms sloten ze zelfs een verbond tegen Shu, wat dan later weer verbroken werd. Cao Pi deed twee onsuccesvolle invasies in Wu. Later werd Cao Xiu bij Shi Ting verslagen door Lu Xun van Wu. De Jangtsekiang bleef een stabiele grens tussen de twee rijken.

### Het einde van Shu en Wei
In 263 veroverde het Wei-leger onder leiding van Deng Ai en Zhong Hui het Shu-rijk. Twee jaar daarna schafte Sima Yan, de kleinzoon van Sima Yi, de Wei-dynastie af waarmee deze na 45 jaar ophield te bestaan. Sima Yan stichtte zijn eigen Jin-dynastie, zodat van de Drie Koninkrijken enkel het zuidelijke koninkrijk Wu overbleef.